# St. Alexius (Benhausen)

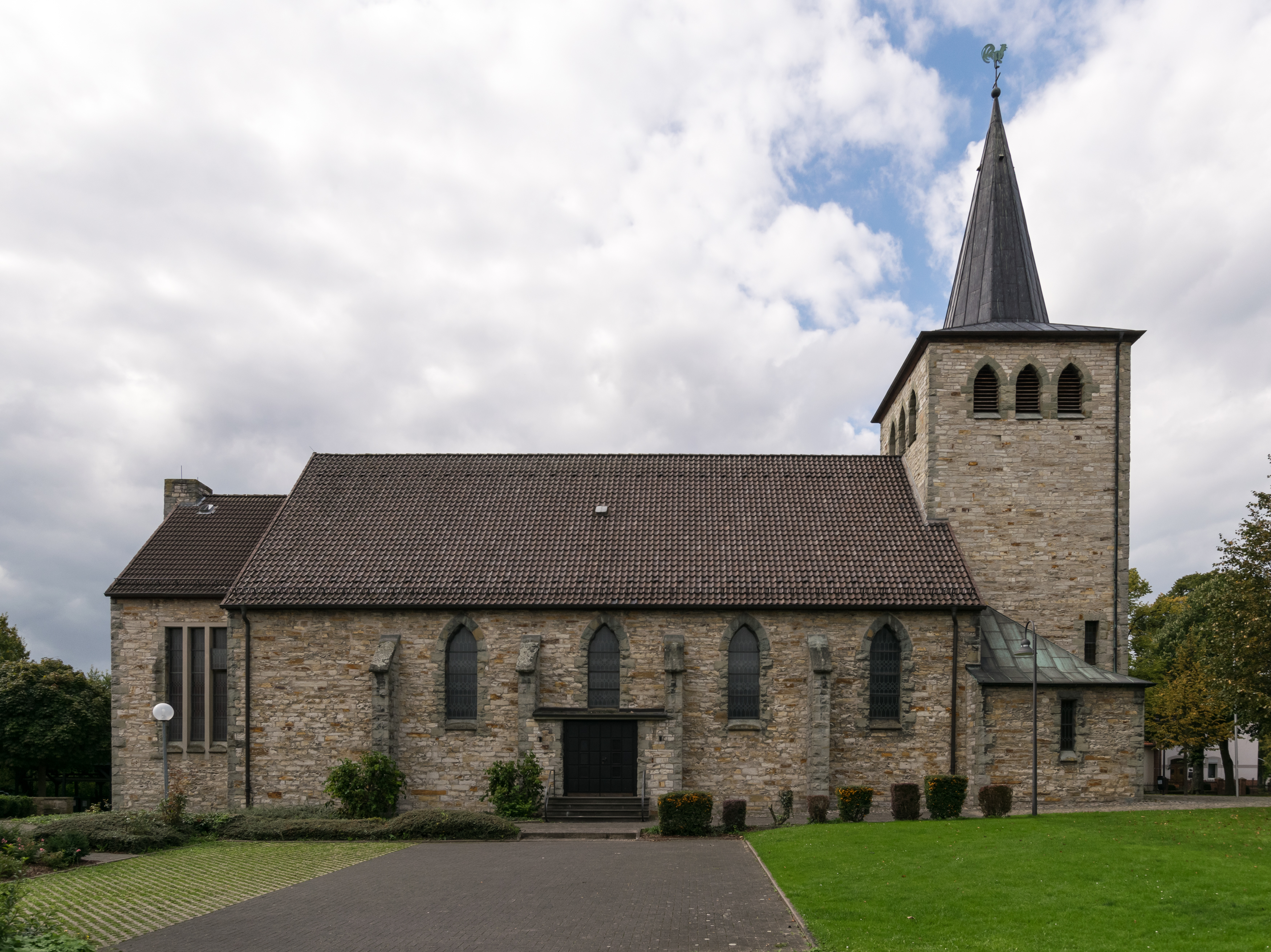
St. Alexius in Benhausen

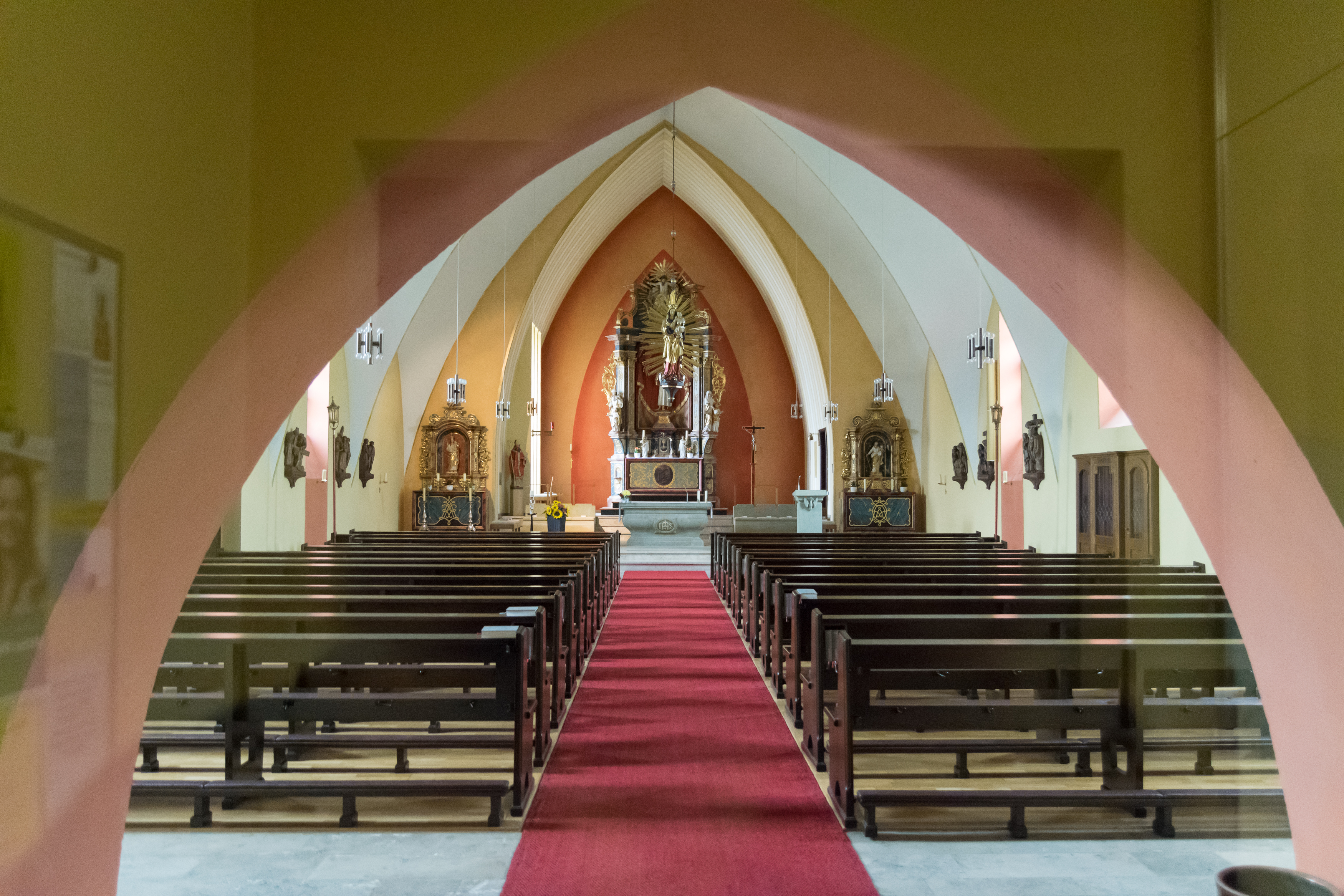
Innenansicht

Die römisch-katholische, denkmalgeschützte Kirche St. Alexius steht in Benhausen, einem Stadtbezirk von Paderborn im Kreis Paderborn in Nordrhein-Westfalen. Die Kirchengemeinde gehört zum Pastoralverbund Eggevorland im Dekanat Paderborn des Erzbistums Paderborn.

## Beschreibung
Eine erste Kapelle existierte in Benhausen wahrscheinlich schon im 12. Jahrhundert, der 1837 eine größere Kirche folgte. Die heutige Saalkirche wurde 1932/33 nach einem Entwurf von Karl Wibbe aus bearbeiteten Bruchsteinen erbaut. An ihr Langhaus aus fünf Jochen, deren Wände von Strebepfeilern gestützt werden, schließt sich im Süden ein eingezogener, gerade geschlossener Chor an. Der Kirchturm auf quadratischem Grundriss, in dessen oberstem Geschoss hinter den Klangarkaden der Glockenstuhl eingebaut und der mit einem achtseitigen Knickhelm bedeckt ist, steht im Norden. Im Jahr 1936 wurde die Kirche von Bischof Caspar Klein geweiht. In den Jahren 2000 bis 2005 wurde sie umfangreich saniert und renoviert, was nicht nur die Bausubstanz, sondern auch den Innenraum mit moderner Beleuchtung und farblicher Gestaltung betraf. Bei einer weiteren Renovierung 2009 wurde die ursprüngliche Raumausmalung von 1933 wiederhergestellt.
Zur Kirchenausstattung gehört ein Altarretabel von 1734, das aus der Alexiuskapelle in Paderborn stammt. In dem Retabel stehen Statuen von Heiligen, im Altarauszug ist Gottvater über vielen kleinen Engeln dargestellt.
Die Orgel mit 15 Registern, zwei Manualen und Pedal wurde 1933 von Anton Feith junior gebaut.